# 간토촌
간토촌(神湯村)은 오카야마현 마니와군에 있던 촌이다. 현재의 마니와시 니기누키코가와, 시모유하라, 다와네, 도키사쿠, 구미, 산세이시치하라, 샤, 유하라 온천에 해당한다. 마니와시의 탄생으로 유모토가 유하라 온천으로 변경되었다.

## 역사
- 1889년 4월 1일 - 정촌제 시행에 수반해 구기누키코가와촌, 시모유바라촌, 다바네촌, 쓰기타루촌, 히사미촌, 미세시치바라촌, 야시로촌, 유모토촌이 합병해 오바군 간토촌이 성립하였다.
- 1900년 4월 1일 - 마시마군과 합병해 마니와군이 성립하여 야와타촌은 마니와군에 소속되었다.
- 1904년 6월 1일 - 간토촌과 합병해 유바라촌이 성립하여, 동일 간토촌촌은 폐지되었다.

## 오아자
- 구기누키코가와 釘貫小川（くぎぬきこがわ） 〒717-0414
- 시모유바라 下湯原（しもゆばら） 〒717-0403
- 다바네 田羽根（たばね） 〒717-0401
- 쓰기타루 都喜足（つぎたる） 〒717-0415
- 히사미 久見（ひさみ） 〒717-0405
- 미세시치바라 三世七原（みせしちばら） 〒717-0426
- 야시로 社（やしろ） 〒717-0404
- 유모토 湯本（ゆもと） 〒717-0402：현재는 마니와시 유하라온천

## 참고문헌
- 和泉橋警察署 『新旧対照市町村一覧』第2冊（東京：加藤孫次郎、1889（明22））
- 地名編纂委員会 『角川日本地名大辞典33 岡山』（角川学芸出版、1989、ISBN 4040013301）